# Paracanthonchus steueri
Paracanthonchus steueri is een rondwormensoort uit de familie van de Cyatholaimidae. De wetenschappelijke naam van de soort is voor het eerst geldig gepubliceerd in 1922 door Micoletzky.